# Возвращение Одиссея
«Возвращение Одиссея» (англ. The Return, буквальный перевод — «Возвращение») — художественный фильм итальянского режиссёра Уберто Пазолини совместного производства Великобритании, США, Франции, Италии и Греции, вольная экранизация «Одиссеи» Гомера с Рэйфом Файнсом и Жюльетт Бинош в главных ролях. Фестивальная премьера состоялась 7 сентября 2024 года, 6 декабря картина вышла в прокат. Критики высоко оценили сценарий и игру основных актёров.

## Сюжет
Сценарий фильма основан на поэме Гомера «Одиссея». Главный герой — мифологический персонаж Одиссей, который возвращается на родной остров после 20-летнего отсутствия, постаревший, усталый, с грузом тяжёлых воспоминаний о войнах и скитаниях. Теперь ему предстоят новые испытания: он должен наказать местных молодых аристократов, которые годами принуждали его жену Пенелопу к новому замужеству и расхищали его имущество, объясниться с женой и сыном Телемахом, которого оставил совсем маленьким. Одиссей тайно встречается с сыном, затем приходит неузнанным в собственный дворец и учиняет жестокую расправу. Воссоединение с женой даёт ему шанс преодолеть груз прошлого.
Продюсер фильма Джеймс Клейтон рассказал ещё до выхода картины на экраны, что «такую „Одиссею“ мы ещё никогда не видели. Никаких богов или чудовищ. Вместо этого — стихийный триллер с травмированным ветераном, вынужденным вернуться к насилию, чтобы спасти близких».

## В ролях
- Рэйф Файнс — Одиссей
- Жюльетт Бинош — Пенелопа
- Чарли Пламмер — Телемах
- Марван Кензари — Антиной
- Анхела Молина — Эвриклея
- Клаудио Сантамария — Евмей
- Том Рис Харрис — Писандр
- Амир Уилсон — Филетий
- Джаз Хатчинс — Гиппот
- Мо Бар Эль — Элат
- Джэми Эндрю Катлер — Полиб
- Аарон Кобэм — Леот
- Магаджая Силберфелд — Демея
- Бруно Кассандра — Промах
- Козимо Десии — Евридамант
- Стефано Сантомауро — Тоант
- Николас Ретриви Мора — Гелен
- Айман Аль Абуд — Индиус

## Создание
Проект был анонсирован в апреле 2022 года. Режиссёром фильма стал Уберто Пазолини, сценарий написали Джон Колли и Эдвард Бонд. Главные роли получили Рэйф Файнс и Жюльетт Бинош, которые до этого сыграли вместе в «Грозовом перевале» (1992) и «Английском пациенте» (1996). Проект был представлен на Каннском кинофестивале 2022 года.
Съёмки проходили весной и летом 2023 года в Греции (на Корфу и Пелопоннесе), в Италии. Премьера состоялась 7 сентября 2024 года на кинофестивале в Торонто. 6 декабря картина вышла в театральный прокат в США.

## Критика
На сайте-агрегаторе отзывов Rotten Tomatoes фильм получил рейтинг 72 % при средней оценке 6,3/10. Рецензенты с этого сайта констатировали, что сценарий в значительной степени лишён мифологических мотивов, «но потрясающая игра Ральфа Файнса и Жюльет Бинош делает эту драму захватывающей». На сайте Metacritic «Возвращение Одиссея» получило 68 баллов из 100, что указывает на «в целом благоприятные» отзывы.
Обозреватель «Комсомольской правды» увидел в «Возвращении Одиссея» «психологию, терзания, мрачность» — «всё, как в скандинавском кино», причём мифологические образы здесь явно отодвинуты на второй план. По словам рецензента, «гомеровский сюжет здесь работает как механизм для демонстрации психологии солдата, вернувшегося с войны». Высшую оценку получила игра Жюльет Бинош, тогда как женихов Пенелопы критик признал «незапоминающимися».
Обозреватель ресурса Disgusting Men дал картине схожую оценку. Он пишет о преодолении посстравматического синдрома как о главном сюжетном мотиве и констатирует, что общая «реалистическая стилистика» отличает фильм Пазолини от всех остальных экранизаций «Одиссеи». По словам критика, «фильм очень деликатно касается важной для любого мужчины темы уязвимости», а «превосходная» игра Файнса и Бинош привносит в сюжетные схемы жизнь. «Файнс (за вычетом роли главного злодея во франшизе про Гарри Поттера, известный в основном образами романтических героев) здесь неожиданно мощно воплотил фигуру пронизанного страхом опытного солдата, на которого давит тяжёлый груз прошлого». Критик отметил проработанность сценария, аутентичность природного фона, качественную работу оператора Мариуса Пандуру, которая передаёт «настроение мучительного созерцания, пронизывающее весь фильм», оправданность режиссёрского подхода, при котором экшн-сцены сняты в духе минимализма. В целом он оценил фильм как «довольно тяжёлый, временами излишне медлительный, но затягивающий», с «элегантной кинематографией», «важной психологической правдой и ненавязчивым гуманистическим месседжем».